# Pherbellia argyra
Pherbellia argyra är en tvåvingeart som beskrevs av Verbeke 1967. Pherbellia argyra ingår i släktet Pherbellia och familjen kärrflugor. Arten är reproducerande i Sverige. Inga underarter finns listade i Catalogue of Life.